# 石井米雄
石井 米雄（いしい よねお、1929年10月10日 - 2010年2月12日）は、日本の歴史学者。京都大学名誉教授、神田外語大学名誉教授。文化功労者。専門は東南アジア史、特にタイ王国研究。

## 来歴
1929年、東京生まれ。1945年3月、山形県飽海郡高瀬村（元遊佐町）に疎開。疎開先の酒田中学校で学びつつ、帝国石油の油田で勤労動員に応じた。戦後の1947年東京に戻り、旧制早稲田第一高等学院（1949年学制改革後、早稲田大学に移行）に入学するも、東京工業大学の言語学者小林英夫の言語学講義にのめり込み、その中でその後に学び続けることになるタイ語やラテン語など言語研究やタイ語学者松山納など研究者と出会うことになった。しかし、早稲田大学での学業は進まず、除籍されることになる。1953年4月、東京外国語大学外国語学部第三類シャム語学科に入学。1955年に公務員試験に通り、外務省外務事務官に採用されたため、同大学を中退。1955年外務省アジア局第4課に配属。その後、官房長付となり、来日要人の応対を行っていた。
1957年、在タイ日本国大使館勤務の外務省留学生として、バンコクにあるチュラーロンコーン大学文学部に留学。大学ではタイの言語・民俗学者ヨン・サティアンゴーセート（プラヤー・アヌマンラーチャトン）らからタイ地域研究の薫陶を受けた。1958年にはタイの改革派仏教宗派タンマユットニカーイ本山ワット・ボーウォーンニウェートで3ヶ月間の出家を行い、「ジナナヌゴー」の僧名を授かる。同年、日本大使館に勤務し、1963年に日本に帰国。帰国後、南西アジア課タイ班に所属し、タイ関連の政務に携わる。
1965年、京都大学東南アジア研究センター（現：京都大学東南アジア地域研究研究所）助教授に就任し、1963年に創設したばかりのセンターの整備に尽力。1968年より同教授。1973年には外務省の調査員としてロンドン大学アジア・アフリカ研究学院 (SOAS) に研究留学。1981年に「上座部仏教の政治経済学―国教の構造」を京都大学に提出して法学博士を取得。同書は、タイ仏教に関する名著として、各国で広く読みつがれている。
1990年、上智大学アジア文化研究所教授、京都大学名誉教授。1997年、第3代神田外語大学学長、人間文化研究機構機構長、国立公文書館アジア歴史資料センター長。2010年2月12日、肝不全のため死去。

## 受賞・栄典
- 1994年：第5回福岡アジア文化賞学術研究賞を受賞。
- 1995年秋：紫綬褒章受章[5]。
- 2000年：文化功労者[5]。
- 2008年：瑞宝重光章受勲[7]。
- 2010年：従四位[8]。

## 研究内容・業績・人物
- 日本における東南アジア研究で最も著名な一人であるとともに、外国語の達人を自称した。主たるフィールドの言語であったタイ語はもとより、英語、ドイツ語、イタリア語、ラテン語、ビルマ語、カンボジア語、シンハラ語など多くの言語を研究した[9]。
- タイの葬式時に頒布される個人の略歴や地域史を記載した本（通称「葬式本」）の収集を行ったことで知られる。タイ司法省官僚チャラット・ピクンから譲りうけた葬式本・貴重書コレクション9,000冊を京都大学東南アジア研究センターに納め、目録の作成に尽力。現在、タイ国外で最大規模の葬式本コレクションとなっている[10]。また、仏教書三印法典のコンピューター検索システム『三印法典コンピュータ総辞索引』の開発に携わった[1][11]。

## 社会的活動
- 日本学術振興会21世紀COEプログラムプログラム委員会副委員長（平成18年度）

## 著書

### 単著
- 『世界の宗教(8)戒律の救い――小乗仏教』（淡交社, 1969年）
- 『上座部仏教の政治社会学――国教の構造』（創文社, 1975年）
- 『世界の歴史(14)インドシナ文明の世界』（講談社, 1979年）
- 『タイ仏教入門』（めこん, 1991年）
- 『タイ近世史研究序説』（岩波書店, 1999年）
- 『道は、ひらける――タイ研究の50年』（めこん, 2003年）
- 『語源の楽しみ』（めこん, 2012年）
- 『もうひとつの『王様と私』』（めこん, 2014年）

### 共著
- （桜井由躬雄）『東南アジア世界の形成』（講談社, 1985年）
- （吉川利治）『日・タイ交流600年史』（講談社, 1987年）
- （白石隆・友田錫・木村哲三郎・毛里和子）『アジアの21世紀――対立と協調』（アジア書房, 2001年）
- （河合隼雄）『日本人とグローバリゼーション』（講談社＋α新書・講談社, 2002年）

### 編著
- 『差異の事件誌――植民地時代の異文化認識の相剋』（巖南堂書店, 1984年）
- 『東南アジア世界の構造と変容』（創文社, 1986年）
- 『講座東南アジア学(4)東南アジアの歴史』（弘文堂, 1991年）
- 『講座仏教の受容と変容(2)東南アジア編』（佼成出版社, 1991年）
- 『アジアのアイデンティティー』（山川出版社, 2000年）
- 『岩波講座東南アジア史(3)東南アジア近世の成立』（岩波書店, 2001年）

### 共編著
- （仲尾宏）『市民の目からみた国際化――シンポジウム・国際社会と市民交流』（京都国際交流センター, 1989年）
- （辛島昇・和田久徳）『東南アジア世界の歴史的位相』（東京大学出版会, 1992年）
- （吉川利治）『タイの事典』（同朋舎出版, 1993年）
- （綾部恒雄）『もっと知りたいシンガポール』（弘文堂, 1994年）
- （綾部恒雄）『もっと知りたいインドネシア』（弘文堂, 1995年）
- （綾部恒雄）『もっと知りたいタイ』（弘文堂, 1995年）
- （綾部恒雄）『もっと知りたいフィリピン』（弘文堂, 1995年）
- （綾部恒雄）『もっと知りたいカンボジア』（弘文堂, 1996年）
- （綾部恒雄）『もっと知りたいラオス』（弘文堂, 1996年）
- （山内昌之）『日本人と多文化主義』（山川出版社, 1999年）
- （桜井由躬雄）『東南アジア史(1)大陸部』（山川出版社, 1999年）
- （千野栄一）『世界のことば・出会いの表現辞典』（三省堂, 2004年）

### 訳書
- トンチャイ・ウィニッチャクン『地図がつくったタイ――国民国家誕生の歴史』（明石書店, 2003年）

## 論文
- 石井米雄「上座部仏教の政治社会学 : 国教の構造」京都大学 法学博士, 乙第4023号、1980年、NAID 500000281727。
- 石井米雄「商人国家としてのアユタヤ」『東南アジア史学会会報』、東南アジア史学会、7頁、NDLJP:10506224。
- 石井米雄「アユタヤ王朝の統治範囲を示す「三印法典」中の 3 テキスト」『東南アジア研究』第6巻第2号、京都大学東南アジア地域研究研究所、1968年12月、377-406頁、doi:10.20495/tak.6.2_377、ISSN 0563-8682、NAID 110000201799。
- 石井米雄「ラタナコーシン朝初頭における王権とサンガ」『東南アジア研究』第22巻第3号、京都大学東南アジア地域研究研究所、1984年、296-306頁、doi:10.20495/tak.22.3_296、ISSN 0563-8682、NAID 110000200340。